# Heinrich Schmieder
Heinrich Schmieder (Schwäbisch Hall, 14 februari 1970 - Livigno, 21 juli 2010) was een Duits acteur.
Heinrich Schmieder was een zoon van Albanees-Banaat-Duitse migranten en studeerde theater aan de Zinner Studio in München. Naast zijn theaterrollen, was hij toch vooral actief als acteur in speel- en televisiefilms. In 1999-2001 speelde Schmieder de rol van commissaris Tobias von Sachsen in de reeks Tatort bij Radio Bremen. Hij werd in 2003 genomineerd voor de "Deutschen Fernsehpreis". Vanaf 2005 was hij lid van de Deutsche Filmakademie.
Schmieder overleed in Italië tijdens de Transalp Challenge in juli 2010.

## Filmografie (selectie)
- 1992: Tatort – Tod eines Wachmanns (televisieserie)
- 1994: Tatort – Klassen-Kampf
- 1995–1996: Gegen den Wind (televisieserie)
- 1998: Die Bubi Scholz Story
- 1999: Tatort – Die apokalyptischen Reiter
- 2000: Jahrestage
- 2001: Der Tunnel
- 2001: Toter Mann
- 2001: Tatort – Kalte Wut (televisieserie)
- 2002: Wie die Karnickel
- 2002: Extreme Ops
- 2003: Nur Anfänger heiraten
- 2003: Alarm für Cobra 11 – Die Autobahnpolizei – Countdown Auf der Todesbrücke
- 2003: Männer Häppchenweise
- 2003: Liebe Schwester
- 2004: Hunger auf Leben
- 2004: Der Untergang
- 2005: Margarete Steiff
- 2005: Ein Geschenk des Himmels
- 2005–2008: Ein Fall für B.A.R.Z. (televisieserie)
- 2005: Die Leibwächterin
- 2006: Tatort – Bienzle und der Tod im Weinberg
- 2006: Warchild
- 2006: Ein starkes Team: Dunkle Schatten (televisiefilm)
- 2006: Stubbe – Von Fall zu Fall - Schwarze Tulpen (televisieserie)
- 2006: Unter Verdacht - Ein neues Leben (televisieserie)
- 2006: Hunde haben kurze Beine
- 2006: Polizeiruf 110: Bis dass der Tod euch scheidet
- 2006–2007: Doppelter Einsatz - Sören Baumann (televisieserie)
- 2007: Prager Botschaft
- 2007: Der Verdacht (korte film)
- 2008: SOKO 5113 – Die Akte Göttmann (televisieserie)
- 2008: Darum
- 2008: Die Geschichte vom Brandner Kaspar
- 2008: Wilsberg – Interne Affären
- 2009: Flug in die Nacht – Das Unglück von Überlingen
- 2009: Hitler vor Gericht
- 2010: Großstadtrevier (televisieserie, 1 aflevering)
- 2010: Kommissarin Lucas – Spurlos